# クレイトン・シヴェングベル
クレイトン（Cleiton）ことクレイトン・シヴェングベル（ポルトガル語: Cleiton Schwengber、1997年8月19日 - ）は、ブラジルのサッカー選手。ポジションはGK。

## クラブ歴
CNマルシリオ・ジアスの下部組織からアトレチコ・ミネイロの下部組織に移り、アトレチコ・ミネイロで選手となった。2017年6月26日にカンピオナート・ブラジレイロ・セリエAで選手初出場。
2020年にレッドブル・ブラガンチーノに完全移籍。

## 代表歴
U-20代表として2017 南米ユース選手権に出場。U-24代表として東京オリンピック南米予選に出場した。